# OWIR
OWIR (russische Abkürzung für Отдел виз и регистрации (Otdel Wis i Registrazii), deutsch Abteilung für Visa und Registrierung) ist in vielen ehemaligen Sowjetrepubliken und war in der Sowjetunion die Abteilung der örtlichen Verwaltung, die für die Ausstellung von Reisepässen und die Registrierung der sich in der Kommune aufhaltenden Ausländer zuständig ist. Die Registrierung wird durch einen Stempel im Pass oder auf einem separaten Dokument (in Russland auf der Migrationskarte) bestätigt und kann so bei der Ausreise überprüft werden.

## Russland
In Russland ist offiziell jeder Ausländer verpflichtet, sich spätestens am siebten (früher dritten) Tag des Aufenthaltes in einer russischen Stadt bei den örtlichen Behörden anzumelden. Die russischen OWIR wurden mit dem 20. Mai 2005 aufgelöst. Ihre Aufgaben wurden vom Föderalen Migrationsdienst (russisch: Federalnaja migrazionnaja sluschba (FMS)) übernommen. Obwohl die Registrierungspflicht für Ausländer in Russland immer noch besteht, wird bei der Ausreise oft nicht kontrolliert, ob dieser nachgekommen wurde.

## Belarus
Auch in Belarus gilt für Ausländer die Regelung, sich am dritten Tag nach der Einreise bei den örtlichen Behörden anzumelden. Die Registrierung übernehmen dabei die lokalen Vertretungen des Innenministeriums. Bei privater Unterbringung ist die persönliche Vorsprache auf dem Amt unerlässlich und mit einigem zeitlichen Aufwand verbunden. Nach Zahlung einer Gebühr von umgerechnet etwa 10 EUR wird dem Ausländer im Anschluss eine Migrationskarte ausgehändigt, die zusammen mit dem Reisepass bei der Ausreise vorgezeigt werden muss. Bei der Unterbringung in Hotels wird die Meldung in der Regel von diesen übernommen, die Registrierung wird in diesem Fall durch einen Stempel auf dem Visum beurkundet.